# Bagata
Bagata este un oraș aflat în fosta provincie Bandundu din Republica Democratică Congo. În 2012 avea o populație de 19.719 de locuitori, iar în 2004 avea 16.394.